# Институт Ближнего Востока
Институ́т Бли́жнего Восто́ка — независимый научно-исследовательский и аналитический центр, специализирующийся на всестороннем изучении современного Ближнего и Среднего Востока. Президентом института является востоковед и экономист Е. Я. Сатановский.

## История
Создан в 1993 году под названием Институт изучения Израиля. В 1995 году получил название Институт изучения Израиля и Ближнего Востока. С 2005 года учреждение называется Институт Ближнего Востока.

В книге «Котёл с неприятностями. Ближний Восток для „чайников“» Сатановский вспоминает о том, как создавался институт:
Мало кто мог представить два десятилетия назад, что именно к такому результату приведёт случайная встреча автора с Владимиром Рыбаковым — блестящим арабистом и дипломатом, работягой и оптимистом, безвременно ушедшим из жизни. Именно в результате этой встречи был создан Институт Ближнего Востока — сначала как Институт изучения Израиля, переименованный позже в Институт изучения Израиля и Ближнего Востока. Помимо прочего, одним из следствий этой встречи было то, что ближневосточный архив ИМЭМО не отправился на помойку, как отправились туда многие библиотеки и архивы страны, — далеко не только в 90-е годы, а сохранен, приумножен и сегодня доступен специалистам.

## Деятельность
Институтом выпущены монографии, сборники (молодёжный «Востоковедный сборник»), страноведческие справочники в серии «Арабские страны» и «Ближний Восток и современность». Ежемесячно выходят обзоры «Военно-политическая обстановка в Ираке», «Иран — военно-политическая ситуация» и «Иран — экономическая ситуация», а также различные аналитические обзоры по Алжиру, Египту, Ливии, Марокко, Сомали, Турции. Еженедельно выпускается обзор «Об изменениях в военно-политической обстановке на Ближнем Востоке и в Северной Африке». Кроме того, издаётся научный альманах «Ближний Восток и современность».
С институтом в качестве авторов работ и экспертов сотрудничают более 400 высококвалифицированных специалистов. Среди них востоковеды, журналисты, историки и политологи, такие как В. Я. Белокреницкий, Н. А. Замараева, В. Г. Коргун, Г. Г. Косач, Р. Г. Ланда, В. И. Месамед, Ф. О. Плещунов, К. И. Поляков, А. О. Филоник.

## Финансирование
Институт входит в Группу Компаний "Ариэль", которая занимается торговлей металлами и финансирует работу института. При этом проведение каких-либо исследований на средства, поступающие из-за рубежа, запрещено.
Касаясь вопроса финансирования, Сатановский отмечает:
Сам Институт Ближнего Востока комментаторы часто и незаслуженно приписывают к Российской академии наук — структуре почтенной, но никакого отношения к его функционированию не имеющей. Это же касается Российского государства, от которого ИБВ за двадцать лет существования гроша ломаного не просил, не получал и получать не намерен, Государства Израиль (то же самое в квадрате), США, Монголии или Ганы. Тема денег вообще волнует многих в «экспертном сообществе», поскольку, как сказал однажды вслед за Окуджавой директор института и главный его создатель Ефим Жигун: «Всего мало, а всех много — и всего всегда на всех не хватает». Желание отобрать у ближнего финансовый ресурс и перераспределить его в свою пользу в научных и политических кругах — дело обычное. Кто сказал, что борьба за пищевую нишу должна быть ограничена животным миром? Человек, конечно, венец творения и звучит гордо, но остаётся зачастую порядочной скотиной. Тем горше разочарование, когда оказывается, что структура автономная, ни от кого, кроме собственного руководства и его друзей и партнёров, не зависящая, и никаким бюрократам, с которыми можно было бы договориться «по понятиям» о её распиле или приватизации, не подчинена.

## Отзывы
Историк, социолог, культуролог и публицист А. Д. Эпштейн писал, что «центральным учреждением на ниве израилеведения на постсоветском пространстве остаётся основанный в начале 1990-х Е. Я. Сатановским негосударственный Институт Ближнего Востока (в 1995—2005 — Институт изучения Израиля и Ближнего Востока».
Кандидат политических наук О. А. Семёнова отмечает, что «современное состояние исламского фундаментализма и тенденции его распространения получили отражение в трудах сотрудников Института Ближнего Востока», к которым относит В. Я. Белокреницкого, В. Г. Коргуна и К. И. Полякова.
Журнал «Восток» отнёс Институт Ближнего Востока к числу «координационных институций» в области израилеведения, наряду с Центром научных работников и преподавателей иудаики в вузах "Сэфер" и Центром иудаики и еврейской цивилизации (ныне — кафедра иудаики) ИСАА при МГУ имени М. В. Ломоносова.